# Nationaal Park Qobustan
Het Nationaal Park Qobustan (Azerbeidzjaans: Qobustan Dövlət Tarixi-Bədii Qoruğu; Russisch: Гобустанский государственный историко-художественный заповедник; Engels: Gobustan State Historical-Artistic Reserve) is een nationaal park en cultuurlandschap in Azerbeidzjan. Het ligt in het district Qobustan op 60 km ten zuiden van de hoofdstad Bakoe, in het bestuurlijke gebied Qaradağ.
In een deel van het park bevinden zich rotstekeningen. Het zijn er ongeveer 6000, die een periode van 4000 jaar beslaan. In 2007 werd dit deel van het park door UNESCO tot werelderfgoed verklaard:
- Cingirdağ, Engels: Jinghindagh mountain, 17,09 ha
- Böyükdaş, Boyukdash mountain, 323,27 ha
- Kiçikdaş Kichikdash mountain, 196,86 ha.